# Eyedress
Идрис Энноланди Викунья (англ.Idris Ennolandy Vicuña; род. 28 мая 1990 года, Манила, Филиппины), известный под псевдонимом Eyedress, — филиппинский музыкант, выпустивший альбомы в стилях рок, поп и электроники. В настоящее время живёт в Лос-Анджелесе.

## Биография
Рос в неблагополучном районе Манилы. С детства начал играть на гитаре. В 1998 году его семья переехала в Финикс.
В 13 лет он с семьёй переехал в Калифорнию после того, как его отец, художник-мультипликатор, начал работать на студии 20th Century Fox. Живя в округе Ориндж, он присоединился к краст-панк-группе Liberal Underground в качестве басиста.
В 15 лет он вернулся на Филиппины с семьёй. Прежде чем начать карьеру музыканта, он некоторое время занимался дизайном одежды, а в 20 лет начал сочинять музыку, делая биты на ноутбуке и выкладывая их бесплатно в интернет.

## Дискография
- Manila Ice (2017)
- Sensitive G (2018)
- Let’s Skip to the Wedding (2020)
- Mulholland Drive (2021)
- Full Time Lover (2022)
- Vampire in Beverly Hills (2024)
- Stoner (2025)